# Outagamie County
Outagamie County je okres ve státě Wisconsin v USA. K roku 2010 zde žilo 176 695 obyvatel. Správním městem okresu a zároveň jeho největším sídlem je Appleton. Celková rozloha okresu činí 1671 km².

## Sousední okresy
| Růžice kompasu |                  | Shawano County   |                | Růžice kompasu |
| Růžice kompasu | Waupaca County   | Sever            | Brown County   | Růžice kompasu |
| Růžice kompasu | Waupaca County   | Outagamie County | Brown County   | Růžice kompasu |
| Růžice kompasu | Waupaca County   | Jih              | Brown County   | Růžice kompasu |
| Růžice kompasu | Winnebago County |                  | Calumet County | Růžice kompasu |